# بوريفسكي (لوهانسكا)
بوريفسكي (Борівське) هي مدينة في مقاطعة لوهانسكا في أوكرانيا.